# ぱちタウンTV
『ぱちタウンTV』（ぱちタウンティービー）は、西日本地区で放送されていたパチンコ・パチスロ番組。

## 概要
2010年1月5日、雑誌『パチンコプレイガイド』の協賛番組としてTVQ九州放送で放送を開始した『パチンコプレイガイドTV 福岡・佐賀版』を皮切りに、九州・中国地区の『パチンコプレイガイド』刊行地区で順次放送を開始した。
2016年に『パチンコプレイガイド』刊行元の株式会社ファイブステージが雑誌部門をDMM.comに譲渡したことにより、各地区とも番組名が『ぱちタウンTV』に変更となった。
2020年7月から番組を全面リニューアル。従来の企画ネット番組から全局同一内容となり、1ヶ月単位で4人のパチンコライター・YouTuberが番組内容を企画し、ホールで実戦する内容に衣替えした。
2021年9月末をもって放送を終了した。

## 終了時点の放送局
- テレビ山口 毎週木曜（水曜深夜） 1:25 - 1:55
- テレビ大分 毎週木曜（水曜深夜） 1:24 - 1:54
- 鹿児島テレビ放送 毎週火曜（月曜深夜） 1:05 - 1:35
- パチンコ★パチスロTV! 毎週火曜 22:00 - 23:00（初回放送）

## 過去の番組内容
2020年3月までは、前半部分が各局共通パート、後半は放送局ごとのオリジナル企画となっていた。
共通パート
出演者：やまのキング、森本レオ子、ゲスト1名
ぱちタウンTV 福岡・佐賀版
出演：ケン坊田中、がっきー、美穂
ぱちタウンTV 山口版
出演：どさけん、がっきー、果生梨
ぱちタウンTV 大分版
出演：首藤将太、明依、デリカツ、うずら姫
ぱちタウンTV 鹿児島版
出演：ヤドゥ、ゆうみ、モツ平峯

## 過去の番組
ぱちタウンTV 福岡・佐賀版
TVQ九州放送　2020年12月29日終了
ぱちタウンTV 長崎版
長崎文化放送　2017年9月終了
出演：やまのキング、沙弥、がっきー、うずら姫
ぱちタウンTV with 仮面女子
テレビ大阪　2017年12月終了
出演：やまのキング、仮面女子（メンバー中4名が出演）